# Gabrovo (Škofja Loka, Slovenija)
Gabrovo je naselje u slovenskoj Općini Škofji Loki. Gabrovo se nalazi u pokrajini Gorenjskoj i statističkoj regiji Gorenjskoj. 

## Stanovništvo
Prema popisu stanovništva iz 2002. godine naselje je imalo 28 stanovnika.